# Se non ami
Se non ami è il secondo singolo estratto dall'album Un'altra direzione del cantante Nek.

## Tracce
Download digitale
1. Se non ami – 3:22
2. Si no amas – 3:22 (versione in spagnolo)

## Formazione
- Nek - voce, cori, chitarra acustica, chitarra elettrica
- Massimo Varini - chitarra elettrica, cori
- Paolo Costa - basso
- Alfredo Golino - batteria

## Classifiche
| Classifica (2009) | Posizione raggiunta |
| ----------------- | ------------------- |
| Italia            | 40                  |